# 重慶市オリンピック・スポーツセンター
重慶市オリンピック・スポーツセンター（じゅうけいし-、中国語：重庆市奥林匹克体育中心）は、中華人民共和国・重慶市九竜坡区にある総合スポーツ施設である。2004年のAFCアジアカップ開催を契機に建設された。スタジアムは最大58,000人を収容できる。その他総合体育館や水泳場、トレーニングセンターなどがある。
中国サッカー・甲級リーグに所属する重慶足球倶楽部がホームスタジアムとして使用する他、サッカー中国代表がホームスタジアムとして利用することもある。